# Schikgodinnen (hoorspel)
Schikgodinnen is een hoorspel van Miklós Hubay. Parzen werd op 14 juni 1976 door de Bayerischer Rundfunk uitgezonden. Willy Wielek-Berg vertaalde het en de VARA zond het uit op woensdag 9 januari 1980, van 16.00 uur tot 16.55 uur (met een herhaling op woensdag 7 januari 1981). De regisseur was Ad Löbler.

## Rolbezetting
- Corry van der Linden (Laura)
- Joke Reitsma-Hagelen (Tilda)
- Gerrie Mantel (Atala)
- Paul van der Lek (Renato Lazo)
- Frans Somers (de aartsbisschop)
- Hans Cornelissen (de commandant van het executiepeloton)

## Inhoud
Het verhaal speelt zich af in onze tijd - in een Latijns-Amerikaans land, waar de verbitterung toeneemt naarmate de onderdrukking sterker wordt. De Parcen zijn drie vrouwen die in een speciale afdeling van de politie werken: ze beluisteren bandopnamen met de gesprekken van die staatsburgers die door het regime verdacht worden. Ze zijn in staat met verstopte microfoons de gesprekken van de bespioneerde personen te horen en ze als er hun iets verdachts opvalt, moeten ze dat melden. Zo worden de klankbanden voor de door de staat vervolgden tot levensdraden, die de drie Parcen in de hand hebben. Als de jonge, revolutionaire priester Renato Lazo in het oog gehouden wordt, ontstaan onvoorziene moeilijkheden. De drie vrouwen beginnen elkaar in het oog te houden, want elk van hen had of heeft een persoonlijke, zelfs een existentiële relatie met de priester. Ze verbergen dat voor elkaar, zo lang ze kunnen, tot dan in het aangezicht van de dood elke vermomming wegvalt…